# Serra Negra do Norte
Serra Negra do Norte là một đô thị thuộc bang Rio Grande do Norte, Brasil. Đô thị này có diện tích 562,395 km², dân số năm 2007 là 7571 người, mật độ 13,5 người/km².